# Desautomatización
La desautomatización es, en teoría literaria, poética y lingüística, un concepto creado por las teorías del formalismo ruso, en concreto de Víktor Shklovski, y se define como un proceso por el cual el espíritu creador del individuo irrumpe en el lenguaje rebelándose contra su carácter colectivo y socializado, rompiendo la relación estatuida y convencionalizada del lenguaje. Puede ser, por ejemplo, una inversión: en vez de decir "cabizbajo y meditabundo", decir "cabizbundo y meditabajo", o decir en vez de "de vez en cuando" "de cuando en vez"; también puede ser la ruptura o complicación de una frase hecha, etc. En suma, un juego creativo con el lenguaje que posibilita su enriquecimiento y su consideración artística. Se considera, pues, que la desautomatización, extrañamiento, alienación o desvío lingüístico es uno de los componentes básicos del lenguaje estilizado o artístico, rasgo central de la literariedad y, por tanto, de la literatura. Un concepto complementario de la desautomatización es el extrañamiento.
- Datos: Q8355027